# Хмелевской сельсовет
Хмелевско́й сельсове́т — упразднённая административно-территориальная единица, существовавшая до 2010 года в составе Фатежского района Курской области. 
Административным центром было село Хмелевое.

## География
Располагался в северо-восточной части района. Граничил с Поныровским районом.

## История
Образован в первые годы советской власти. В 1924—1928 годах находился в составе Нижнереутской волости укрупнённого Курского уезда. В 1928 году вошёл в состав новообразованного Фатежского района. В 1935—1963 годах находился в составе Верхнелюбажского района Курской области. 18 июля 1963 года в Хмелевской сельсовет из Миленинского сельсовета были переданы сёла 1-е Банино и 2-е Банино, хутора Ломовка и Моховое. 19 октября 1989 года из Хмелевского сельсовета в Банинский сельсовет были переданы сёла 1-е Банино и 2-е Банино, хутора Ломовка и Моховое; в Сотниковский сельсовет были переданы село Сотниково и хутор Щекатихино. 
Статус и границы сельсовета установлены Законом Курской области от 21 октября 2004 года № 48-ЗКО «О муниципальных образованиях Курской области». Законом Курской области от 26 апреля 2010 года № 26-ЗКО Хмелевской сельсовет был упразднён путём присоединения к Молотычевскому сельсовету.

## Населённые пункты
На момент упразднения в 2010 году в состав сельсовета входил 1 населённый пункт:
| № | Населённый пункт | Тип населённого пункта |
| - | ---------------- | ---------------------- |
| 1 | Хмелевое         | село, адм. центр       |

## Руководители сельсовета
Список неполный:
- Соболева, Раиса Васильевна
- Ярыгин, Сергей Анатольевич
- Бернацкая, Раиса Семеновна
- Алферова, Нина Викторовна
- Воронина, Ирина Михайловна